# مولي كالفر
مولي كالفر (بالإنجليزية: Molly Culver)‏ هي عارضة وممثلة أمريكية، ولدت في 18 يوليو 1967 في سانتا كلارا في الولايات المتحدة.

## وصلات خارجية
- الموقع الرسمي
- مولي كالفر على موقع IMDb (الإنجليزية)
- مولي كالفر على موقع أول موفي (الإنجليزية)
- مولي كالفر على موقع قاعدة بيانات الفيلم (الإنجليزية)